# Luciano Serrano
Luciano Serrano y Pineda (Castroceniza, 1879-Burgos, 17 de julio de 1944) fue un clérigo y medievalista español, miembro de la Orden Benedictina, abad del monasterio de Santo Domingo de Silos, destacado investigador de la Edad Media castellana y miembro de la Real Academia de la Historia. También fue miembro del Consejo de la Hispanidad.

## Vida
A los 12 años ingresa en la cercana abadía de Silos, donde cursa con brillantez la carrera eclesiástica. Fue ordenado presbítero en 1902, año en que se hace cargo del archivo del monasterio, publicando trabajos de historia. Simultánea estos trabajos con el estudio del canto gregoriano, entonces objeto de discusión en la iglesia tras la publicación del motu proprio de Pío X (1903).

### Roma
En 1911, es enviado a Roma becado, permaneciendo hasta el inicio de la Primera Guerra Mundial. Investiga en los archivos vaticanos las relaciones entre España y la Santa Sede en tiempos de Felipe II.

### Silos
El 9 de junio de 1917 es elegido abad de Silos en sustitución de Alfonso Guépin, compatibilizando sus aficiones con las obligaciones propias de su cargo, como son sus abadías filiales en Buenos Aires, Ciudad de México, Montserrat de Madrid y Estíbaliz en Argandoña.

### Académico
Desde 1940, es académico de número de la Real Academia de la Historia, donde hace su presentación con una conferencia sobre Pablo de Cartagena, gran rabino y posteriormente obispo de Burgos. Allí desgranó lo que había sido su programa de historiador autodidacta y positivista, tal como señalaba Menéndez Pelayo:

Es más beneficioso para la historia patria el que escribe de primera mano los anales de un municipio, de una ciudad o de una región, y da a la luz correspondencias epistolares o colecciones de documentos inéditos, que no el que ciñe su labor a apreciaciones de orden general o juicios sintéticos sobre temas ya conocidos, sin aportar nuevas luces.

### Necrológica
A raíz de su repentino fallecimiento, Justo Pérez de Urbel manifestaba:

[la edición de fuentes historiográficas] es lo que da a su obra un valor permanente, que ha permitido a otros investigadores realizar grandes progresos en el campo de la  filología, del arte, de las instituciones medievales y de la historia política de la Edad Media, de suerte que no es fácil escribir un libro sobre estas materias sin que lleve al pie el nombre del Padre Serrano

## Obra
- Fuentes para la historia de Castilla (1905), su obra de mayor proyección.
- Colección diplomática de San Salvador de El Moral (1906).
- Cartulario del infantado de Covarrubias  (1910),
- Becerro Gótico de Cardeña (1910)
- ¿Qué es canto gregoriano? , comentarios teórico-prácticos (1903)
- Correspondencia diplomática entre España y la Santa Sede durante el pontificado de San Pío V (1914).
- Don Mauricio, obispo de Burgos y fundador de su catedral (1922)
- Cartulario de San Pedro de Arlanza (Madrid 1925), donde hace referencia, entre otras cosas, a la Carta Puebla de Brañosera, manuscrito que fue dado a conocer por Fray Prudencio de Sandoval en el siglo XVII (Historias de los cinco obispos: Idacio, Isidoro, Sebastián, Sampiro y Pelayo. Pamplona, 1615, p. 292) y a la Monte de Patria.
- Cartulario del Monasterio de Vega (1927).
- Cartulario de San Vicente de Oviedo (1929).
- Cartulario de San Millán de la Cogolla (1930).
- El Obispado de Burgos y la Castilla primitiva desde el siglo V al XIII (1935-1936). Culminación de las anteriores obras de recopilación de datos, su obra fundamental, C.S.I.C
- D. Pablo de Santamaría. Gran rabino y obispo de Burgos. Discurso leído ante la Real academia de la Historia al ingresar en ella. por el Excmo. Y Revmo.____, Abad de Silos. Contestación al mismo del Excmo. Sr. D. Elías Tormo y Monzó, Académico de la Historia. 3 de noviembre de 1940, Burgos(1941): Imprenta El Monte Carmelo. C.S.I.C
- Los Reyes Católicos y la ciudad de Burgos desde 1541 hasta 1492 (C.S.I.C - 1943).

### Ediciones recientes
- Cartulario del Infantado de Covarrubias. Gómez Oña, Javier. 1987. ISBN 978-84-404-0043-7.
- D. Mauricio obispo de Burgos y fundador de su Catedral. Editorial Maxtor Librería. 2001. ISBN 978-84-95636-21-8.